# Testa plastica
Testa plastica è il primo album dei Prozac+ pubblicato nel 1996.

## Distribuzione
Pubblicato all'inizio con una delle maggiori etichette indipendenti italiane (la Vox Pop) su CD e su 10", è stato successivamente distribuito dalla major discografica EMI su CD con l'aggiunta della bonus track Gone Daddy Gone, cover dei Violent Femmes, ed infine dalla Universal che ha dato la licenza per ristamparlo come Picture Disc con un nuovo artwork, un'immagine di un'installazione di Lia Cavo.

## Tracce

### Prima edizione
1. Diversi – 2:57
2. Niki – 3:30
3. Legami – 3:04
4. Pastiglie – 3:06
5. Rendimi la vita – 4:02
6. Niente – 2:35
7. Senja – 3:13
8. Sola – 2:35
9. Prima o poi – 2:57
10. Sceglimi – 2:42
11. Sto cadendo – 2:35
12. Testa plastica – 1:50

### Ristampa
1. Diversi – 2:57
2. Niki – 3:30
3. Legami – 3:04
4. Pastiglie – 3:06
5. Rendimi la vita – 4:02
6. Niente – 2:35
7. Senja – 3:13
8. Sola – 2:35
9. Prima o poi – 2:57
10. Sceglimi – 2:42
11. Sto cadendo – 2:35
12. Testa plastica – 1:50
13. Gone Daddy Gone – 2:45 – Cover dei Violent Femmes

## Formazione
- Eva Poles - voce
- Gian Maria Accusani - chitarra elettrica, voce e percussioni in Testa plastica
- Simon Ciampa - chitarra elettrica
- Elisabetta Imelio - basso, cori
- Paolo Parigi - batteria

## Singoli
Dall'album sono stati estratti i singoli promozionali Legami / Niki e Pastiglie, di cui è stato pubblicato anche un video.